# Џејмс Фарентино
Џејмс Фарентино (енгл. James Farentino; Њујорк, 24. фебруар 1938 — Лос Анђелес, 24. јануар 2012) био је амерички глумац. Појавио се у скоро 100 телевизијских, филмских и позоришних улога. Најпознатији је по појављивању у филму Коначно одбројавање и ТВ серијама Исус из Назарета и Династија.

## Каријера
Рођен у Бруклину, Њујорк, Џејмс Фарентино је похађао локалне школе, а потом је учио драму и глуму у католичкој школи.
Током 1950-их и 1960-их, играо је у позоришту и неколико ТВ остварења. Међу бројним телевизијским појавама, 1964. је гостовао са Ефремом Зимбалистом, млађим у једној епизоди Си-Би-Есове драмске серије Репортер. Почетком 1967, појавио се у Ен-Би-Сијевој вестерн серији Западни пут. Исте године је добио награду Златни глобус за нову звезду године. Године 1969, са Пати Дјук је играо у филму Ја, Натали. Фарентино је био један од адвоката у Ен-Би-Сијевој ТВ серији Одважни (1969–1972), где су такође играли Берл Ајвс и Џозеф Кампанела. Двапут се појавио у антологијској ТВ серији из 1970-их под називом Ноћна галерија, први пут са тадашњом супругом Мишел Ли, а други пут са глумицом Џоаном Петет. Такође 1970. године, Фарентино се појавио као Пик Лексингтон у популарној вестерн серији Вирџинијанац. Године 1973, појавио се у једној епизоди антологијске љубавне серије Љубавна прича. Током 1970-их, појављивао се у Ен-Би-Сијевој серији Хладни милион.
Године 1978, номинован је за награду Еми за најбољу споредну мушку улогу у мини-серији или ТВ филму за тумачење Светог Петра у мини-серији Исус из Назарета. Године 1980, Фарентино је играо у филму Коначно одбројавање са Кирком Дагласом и Мартином Шином, а потом је играо Хуана Перона у ТВ филму Евита Перон (1981) са Феј Данавеј. Појавио се као Франк Чејни у краткотрајној Еј-Би-Сијевој серији Плави гром (1984), која је заснована на истоименом филму из 1983. године, где је главну улогу играо Рој Шајдер. Играо је лик др Ника Тосканија у другој сезони серије Династија од 1982. до 1983. године. Крајем 1990-их, појавио се као отуђени отац главног лика, др Дагласа Роса, у серији Ургентни центар.